# Madame de Pompadour
Jeanne-Antoinette Poisson, Pompadour márkinője (Marquise de Pompadour) (Párizs, 1721. december 29. – Versailles-i kastély, 1764. április 15.), francia polgárleány, XV. Lajos francia király hivatalos, első számú ágyasa (franciául: maîtresse-en-titre).

## Élete

### Ifjúkora
1721. december 29-én született Párizsban, nagypolgári családba, Jeanne-Antoinette Poisson néven. Anyja Madeleine de La Motte grófnő volt. Miután nevelőapja elhagyta az országot egy botrányt követően 1725-ben, a gazdag bankár, Charles François Paul Le Normant de Tournehem fogadta örökbe és vált a hivatalos gyámjává, aki valószínűleg egyben a biológiai apja is volt. Anyjával, nővérével és fivérével, Abel-François Poisson de Vandières-rel (a későbbi Marquis de Marigny-vel) élt együtt. Jeanne-Antoinette intelligens, szép, művelt; megtanult táncolni és klavikordon játszani.
1741-ben házasodik össze gyámjának unokaöccsével, Charles-Guillaume Le Normant d’Étiolles-lal. Két gyermeket szül neki, egy fiút (1741), aki a születését követő évben meghalt és egy lányt, Alexandrine-Jeanne-t, aki mindössze 9 évet élt (1744. augusztus 10.).

### A király szeretője
1745 februárjában meghívták a király fiának házassága alkalmából rendezett maszkabálba. Az udvaroncok jóváhagyásával kurtizánként mutatkozott a még előző szeretőjét, Marie-Anne de Mailly-Nesle-t, Châteauroux hercegnőjét gyászoló XV. Lajos előtt, akinek rögtön felkeltette érdeklődését. Márciusban már gyakori vendég volt a versailles-i kastélyban mint a király hivatalos szeretője. Júliusban a király megajándékozta a Pompadour márkinője címmel és szeptember 14-én hivatalosan is bemutatták az udvarnál.
Befolyásos szerepet töltött be az udvarban, beleszólhatott az államügyekbe és a külügyekbe is. Bőkezűen pártfogolta a művészetet és tudományt. Neki tulajdonítják az 1755-ös francia–osztrák szövetség megkötését is. Nehezen őrizte meg helyét a király szívében, folyamatos intrikáknak volt kitéve (például Marie-Louise O’Murphy részéről); az a hír járta róla az udvarban, hogy frigid; e vád azonban valószínűleg alaptalan volt. Egészsége folyamatosan romlott, már a csodatévő krémek és az ólmos púder sem segített.
XV. Lajos törvényes gyermekei, különösen egyetlen fia, Lajos Ferdinánd trónörökös folyton a grófnő ellen intrikált, mivel féltékenyen figyelte testvéreivel együtt, ahogy apjuk egyre jobban belehabarodik az asszonyba, ráadásul nő létére még az ország kormányzásába is beleszólást engedett neki az uralkodó. Állítólag a dauphin egyszer még fel is bérelt valakit az udvarnál, nevezetesen Madame de Pompadour unokanővérét, Elizabethet, hogy mérgezze meg az éppen akkor várandós grófnőt. (A gyermek édesapja a király volt.) A mérgezés következtében az asszony sajnos elvetélt, s amikor Lajos rájött, hogy fia volt a cselekmény felbujtója, dühösen megszidta a trónörököst, Elizabethet pedig börtönbe záratta.
A márkinő 1764-ben ágynak esett, és 2–3 héten át tartó súlyos betegeskedés után áprilisban meghalt. A király hamar kiheverte elvesztését, ebben új szeretője, Madame du Barry segített neki.

## Érdekességek
- A pompadour frizurát róla nevezték el.

## Fordítás
- Ez a szócikk részben vagy egészben  a   Madame de Pompadour című angol Wikipédia-szócikk fordításán alapul.  Az eredeti cikk szerkesztőit annak laptörténete sorolja fel. Ez a jelzés csupán a megfogalmazás eredetét és a szerzői jogokat jelzi, nem szolgál a cikkben szereplő információk forrásmegjelöléseként.
- Ez a szócikk részben vagy egészben  a   Madame de Pompadour című francia Wikipédia-szócikk fordításán alapul.  Az eredeti cikk szerkesztőit annak laptörténete sorolja fel. Ez a jelzés csupán a megfogalmazás eredetét és a szerzői jogokat jelzi, nem szolgál a cikkben szereplő információk forrásmegjelöléseként.